# 歸允肅
歸允肅（1648年3月2日—1689年），字孝仪，号惺崖。江苏常熟人。
为人凝重，寡笑言，“务实学，不为声章”，康熙二年（1663年）鄉試二十四名中舉，康熙十八年（1679年）状元，授翰林院修撰。历任中允、侍读，官至少詹事。进讲《周易》、《毛诗》，敷奏明畅。大司寇魏象樞曾親臨歸允肅家門拜禮。康熙二十八年（1689年）卒于家中。